# Пионерское (Симферопольский район)
Пионе́рское  (до 1945 года Джолма́н; укр. Піонерське, крымскотат. Colman, Джолман) — село в Симферопольском районе Республики Крым, входит в состав Добровского сельского поселения (согласно административно-территориальному делению Украины — Добровского сельского совета Автономной Республики Крым).

## Население
| 2001 | 2014  | 2021  |
| ---- | ----- | ----- |
| 7061 | ↘5534 | ↗6224 |

Всеукраинская перепись 2001 года показала следующее распределение по носителям языка
| Язык             | Процент |
| ---------------- | ------- |
| крымскотатарский | 47,78   |
| русский          | 43,42   |
| украинский       | 4,59    |
| другие           | 0,88    |

### Динамика численности
| - 1805 год — 116 чел. - 1864 год — 25 чел. - 1889 год — 38 чел. - 1892 год — 11 чел. - 1915 год — 0/35 чел. | - 1926 год — 214 чел. - 1939 год — 335 чел. - 2001 год — 7061 чел. - 2009 год — 7477 чел. - 2014 год — 5534 чел. |

## Современное состояние
В Пионерском около 120 улиц и переулков, площадь, занимаемая селом, 906,83 гектара, на которой в 1787 дворах, по данным сельсовета на 2009 год, числилось 7477 жителей. В селе действуют: участковая больница, Никольская церковь, мечеть «Джолман джамиси» и имеются остатки мечети «Эски Сарай Джами» — памятника крымскотатарской архитектуры XIV века.
В селе есть пекарня, кафе, две больницы, туберкулезный диспансер, памятник погибшим солдатам. На территории села есть руины усадьбы Монжене построенной в конце XIX века.

## География
Село Пионерское расположено в центре района, примерно в 11 километрах (по шоссе) на юго-восток от Симферополя, вдоль трассы 35А-002 Симферополь — Алушта — Ялта (по украинской классификации М-18 Харьков — Симферополь — Ялта), ближайшая железнодорожная станция Симферополь — примерно в 14 километрах. Село находится в горной части Крыма, на левом берегу реки Салгир в верхнем течении, высота центра села над уровнем моря 317 м. Выше по долине к Пионерскому примыкает село Доброе, ниже по течению — Ферсманово.

## История
Селение Джолман, судя по доступным источникам, изначально, как многие в горном Крыму, состояло из 2 частей (кесеклер, или маале), расположенных в соседних балках. Впервые, как Ички джолман и Татар джолман Екары Ичкийского кадылыка Акмечетского каймаканства, упоминаются в Камеральном Описании Крыма 1784 года. Ещё долгое время в исторических документах они фигурируют раздельно. После присоединения Крыма к России (8) 19 апреля 1783 года, (8) 19 февраля 1784 года, именным указом Екатерины II сенату, на территории бывшего Крымского Ханства была образована Таврическая область и деревня была приписана к Симферопольскому уезду. После Павловских реформ, с 1796 по 1802 год, входила в Акмечетский уезд Новороссийской губернии. По новому административному делению, после создания 8 (20) октября 1802 года Таврической губернии, деревня относилась к Эскиординской волости того же уезда.
По Ведомости о всех селениях в Симферопольском уезде состоящих с показанием в которой волости сколько числом дворов и душ… от 9 октября 1805 года, в деревне Ички-Джалман числилось 11 дворов, 52 крымских татарина и 14 цыган, а Татар-Джолман — 9 дворов и 50 одних татар. На военно-топографической карте 1817 года обозначены Татар-Чолман и просто Чолман, обе с 12 дворами. После реформы волостного деления 1829 года Эски Джолман и Татар Джолман, согласно «Ведомости о казённых волостях Таврической губернии 1829 года», остался в составе преобразованной Эскиординской волости. На карте 1836 года в деревне Ички-Джалман и Татар-Джолман по 8 дворов. На карте 1842 года обе обозначены условным знаком «Малая деревня» (то есть менее 5 дворов), но с мечетями. Запустение могло быть связано с эмиграциями татар в Турцию.
В 1860-х годах, после земской реформы Александра II, деревни приписали к Сарабузской волости. Согласно «Списку населённых мест Таврической губернии по сведениям 1864 года», составленному по результатам VIII ревизии 1864 года, Ички-Джолман — общинная татарская деревня с 3 дворами, 25 жителями и мечетью при речкѣ Ички-Джолман и примечанием, что «на военно-топографической карте состоит из двух участков Ички-Джолман и Татар-Джолман» (но на трёхверстовой карте 1865—1876 года также один Ички-Джолман с 7 дворами). В «Памятной книге Таврической губернии 1889 года» по результатам Х ревизии 1887 года записан один Ички-Джалман с 5 дворами и 38 жителями.
После земской реформы 1890-х годов деревню передали в состав новой Подгородне-Петровской волости. По «…Памятной книжке Таврической губернии на 1892 год» в деревне Ички-Джолман, входившей Подгородне-Петровское сельское общество, числилось 11 жителей в 4 домохозяйствах. На подробной военно-топографической карте 1892 года на месте Ички-Джалмана — деревня Джолманчик в 8 дворов с русским населением. По Статистическому справочнику Таврической губернии. Ч.II-я. Статистический очерк, выпуск шестой Симферопольский уезд, 1915 год, в деревне Джалман (оно же Джалманчик) Подгородне-Петровской волости Симферопольского уезда числилось 6 дворов со смешанным населением без приписных жителей, но с 35 — «посторонними», из которых 17 мужчин и 18 женщин. Жители землёй не владели, в хозяйствах имелось 10 лошадей и 6 коров. На 1917 год в селе действовала церковь.
После установления в Крыму Советской власти, по постановлению Крымревкома от 8 января 1921 года была упразднена волостная система и село включили в состав вновь созданного Подгородне-Петровского района Симферопольского уезда, а в 1922 году уезды получили название округов. 11 октября 1923 года, согласно постановлению ВЦИК, в административное деление Крымской АССР были внесены изменения, в результате которых был ликвидирован Подгородне-Петровский район и образован Симферопольский и село включили в его состав. Согласно Списку населённых пунктов Крымской АССР по Всесоюзной переписи 17 декабря 1926 года, в селе Джалман, центре Джалман-Кильбурунского сельсовета Симферопольского района, числилось 55 дворов, из них 37 крестьянских, население составляло 214 человек, из них 176 русских, 26 греков, 7 украинцев, 3 еврея, 1 татарин, 1 записан в графе «прочие», действовала русская школа. По данным всесоюзной переписи населения 1939 года в селе проживало 335 человек. К 1940 году сельсовет, видимо, реорганизуют и слово Кильбурун из названия пропадает.
В 1944 году, после освобождения Крыма от фашистов, 12 августа 1944 года было принято постановление № ГОКО-6372с «О переселении колхозников в районы Крыма» и в сентябре 1944 года в район приехали первые новоселы (214 семей) из Винницкой области, а в начале 1950-х годов последовала вторая волна переселенцев из различных областей Украины. 21 августа 1945 года, указом Президиума Верховного Совета РСФСР, Джалманский сельсовет переименован в Пионерский и селение Джалман в Пионерское. С 25 июня 1946 года Пионерское в составе Крымской области РСФСР, а 26 апреля 1954 года Крымская область была передана из состава РСФСР в состав УССР.
Решением Крымоблисполкома от 8 сентября 1958 года № 834 в состав Пионерского были включены близлежащие сёла: Горки (бывший Кильбурун), Детское — Джолманчик и Монетное (бывший Эски-Сарай) (согласно справочнику «Крымская область, 1968 год» — в период с 1954 по 1968 годы). Время упразднения сельсовета пока не установлено: на 15 июня 1960 года село уже числилось в составе Добровского. Указом Президиума Верховного Совета УССР «Об укрупнении сельских районов Крымской области», от 30 декабря 1962 года Симферопольский район был упразднён и село присоединили к Бахчисарайскому. 1 января 1965 года, указом Президиума ВС УССР «О внесении изменений в административное районирование УССР — по Крымской области», вновь включили в состав Симферопольского. С 12 февраля 1991 года село в восстановленной Крымской АССР, 26 февраля 1992 года переименованной в Автономную Республику Крым.
12 мая 2016 года парламент Украины, не признающий аннексию Крыма Россией, принял постановление о переименовании села в Джолман (укр. Джолман), в соответствии с законами о декоммунизации, однако данное решение не вступает в силу до «возвращения Крыма под общую юрисдикцию Украины».